# Gianni Mura
Gianni Mura (Milán, 9 de octubre de 1945-Senigallia, 21 de marzo de 2020) fue un periodista y escritor italiano.

## Biografía
Mura nació en Milán en 1945. En 1964 se vinculó profesionalmente al periódico deportivo Gazetta dello Sport. Allí permaneció durante ocho años, cubriendo importantes eventos como la Liga Calcio y el Giro de Italia. En 1967 se unió a la Orden de Periodistas de Lombardía y más tarde empezó a trabajar como columnista para publicaciones como Corriere d'Informazione, Epoca e L'Occhio y República. A partir de entonces se convirtió en uno de los periodistas deportivos de mayor reconocimiento en Italia.
En 2007 publicó su primera novela, Giallo su giallo. Otras publicaciones destacadas del autor son Ischia, collana I Narratori (2012), Non c'è gusto (2015) y Confesso che ho stonato (2017), su último libro. 
Falleció en Ancona a los setenta y cuatro años, a consecuencia de un infarto, el 21 de marzo de 2020 tras ser hospitalizado al sufrir un desvanecimiento en la calle el día anterior.

## Libros
- Giallo su giallo, collana I Narratori, Feltrinelli, 2007.
- La fiamma rossa. Storie e strade dei miei tour, Minimum Fax, 2008.
- Ischia, collana I Narratori, Feltrinelli, 2012.
- Tanti amori. Conversazioni con Marco Manzoni, Feltrinelli, 2013.
- Non gioco più, me ne vado, Il Saggiatore, 2013.
- Non c'è gusto, Minimum Fax, 2015.
- Confesso che ho stonato, Skira, 2017.